# Acrocomia
Acrocomia és un gènere de plantes amb quatre espècies de palmeres (Arecaceae).
Són plantes natives de Mèxic i a l'Amèrica tropical.

## Descripció
Acrocomia és un gènero de palmeres espinoses, amb les fulles pinnades.
Els fruits són grossos amb una sola llavor.

## Taxonomia
El gènere va ser descrit per Carl Friedrich Philipp von Martius i publicat a Palmarum familia 22. 1824. L'espècie tipus és Acrocomia sclerocarpa Mart.
Etimología
Acrocomia: és un nom que deriva de les paraules gregues akros que significa "alt" i kome que significa "cabells".
- Acrocomia aculeata (Jacq.) Lodd. ex Mart.
- Acrocomia crispa (Kunth) C. Baker ex. Becc.
- Acrocomia hassleri (Barb.Rodr.) W.J.Hahn
- Acrocomia media O.F.Cook